# Hilara monodactyla
Hilara monodactyla är en tvåvingeart som beskrevs av José Albertino Rafael 2001. Hilara monodactyla ingår i släktet Hilara och familjen dansflugor. Inga underarter finns listade i Catalogue of Life.